# Anglo-Elementar Versicherungs-AG

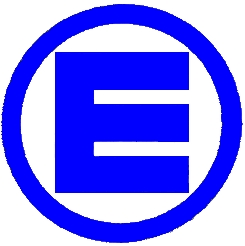
Logo der Gesellschaft

Die Anglo-Elementar Versicherungs-AG war eine Österreichische Sach- und Lebensversicherung, die Ende 1897 gegründet und im Jahre 1997 mit der Wiener Allianz fusioniert wurde.

## Geschichte
Ende des 19. Jahrhunderts herrschten auf dem Versicherungsmarkt in Österreich-Ungarn Zustände, die keinerlei Wettbewerb zuließen. Die Versicherer in der Österreich-Ungarischen Monarchie hatten sich zu einem Monopol zusammengeschlossen und diktierten die Prämien insbesondere für die Feuerversicherung von Industrierisiken.
Mitte Juni 1896 setzte sich eine Gruppe von Industriellen  gegen dieses Monopol zur Wehr und schloss sich zu einem Versicherungsverein auf Gegenseitigkeit, dem „Versicherungs-Verband österreichischer & ungarischer Industrieller in Wien“,  zusammen.  Diese Gesellschaft zählte bis zuletzt namhafte Industriebetriebe wie etwa die Zuckerindustrie oder Betriebe der Vorarlberger Textilindustrie zu ihren Kunden.
Die Versicherungswirtschaft reagierte auf die Gründung dieses Versicherungsvereines, indem sie ausländischen Rückversicherern mit dem Abbruch der Geschäftsbeziehung drohte, falls diese eine Geschäftsbeziehung zum neu gegründeten Versicherungsverein aufnehmen sollten. Daraufhin brachten die Industriellen ein Grundkapital von vier Millionen Kronen zur Gründung einer Aktiengesellschaft auf, die für den Versicherungsverband als Rückversicherer fungieren sollte.
Ende 1897 wurde die „Österreichische Elementarversicherungs Actien Gesellschaft“ gegründet. Ihr erster Generaldirektor war Gustav Ullmann. Sowohl der Versicherungsverband als auch die Elementar AG, die übrigens in Personalunion geführt wurden, mussten nach 1918 durch den Wegfall der ehemaligen Kronländer den Entfall des größten Kundenanteiles und später auch die Weltwirtschaftskrise der 1930er Jahre verkraften.
Im Jahre 1921 erwarb die britische „Commercial Union Assurance Company“ die Aktienmehrheit und der Firmenname wurde in „Anglo-Elementar Versicherungs AG “ geändert.
Die Commercial Union übertrug im Jahre 1938 ihre Besitzanteile an die „Colonia“ in Köln, der Name des Unternehmens wurde in „Allgemeine Elementar-Versicherung“ geändert. Zum Direktor wurde ein Ziehbruder Adolf Hitlers namens Josef Mayerhofer bestellt, der vorher Bahnhofsvorstand in Attnang-Puchheim gewesen war. Er führte das Unternehmen ohne einschlägige Fachkenntnis, aber mit viel gesundem Menschenverstand und ihm verdankt die Versicherungswirtschaft den auch heute noch als „Verwaltungskostenbeitrag (VKB)“ bezeichneten Prämienanteil. Sein Naheverhältnis zur Reichsführung erlaubte es ihm, einige Mitarbeiter mit „nicht ganz arischem Blut“ mit Erfolg vor Verfolgung durch das Regime zu bewahren.
Das Unternehmen wurde im Jahre 1945 als „Deutsches Eigentum“ zunächst unter Öffentliche Verwaltung gestellt, bis 1954 die Commercial Union die Aktien wieder zurückerwarb. Generaldirektoren in dieser Zeit waren Bittner, Tschiedel, Hajek und Rafaseder.
Im Jahre 1977 verkaufte die Commercial Union die Aktien der Anglo-Elementar an die Allianz AG in München. 1992 kam es zu einer Verwaltungsgemeinschaft mit der Wiener Allianz unter dem ersten gemeinsamen Generaldirektor Erik Skreiner (bis 1996) und schließlich 1997 zur Fusion mit der Wiener Allianz. Nach 99 Jahren hatte die Gesellschaft, die von den Mitarbeitern und Kunden kurz „Anglo“ und später „Elementar“ genannt wurde, zu existieren aufgehört.
Im Jahre 2001 kam es schließlich auch zur Verschmelzung des schon früher in eine Aktiengesellschaft umgewandelten „Versicherungsverband der Industriellen Aktiengesellschaft“ mit der nunmehrigen „Allianz Elementar Versicherungs-Aktiengesellschaft“.